# Niezastąpiony kamerdyner
Niezastąpiony kamerdyner (org. The Admirable Crichton) – brytyjsko-amerykańska komedia z 1957 roku w reż. Lewisa Gilberta. Adaptacja sztuki J.M. Barrie pod tym samym tytułem.

## Opis fabuły
Rok 1905. Pośród arystokratycznej elity Londynu wybucha skandal towarzyski – Catherine, jedna z córek lorda Loama zostaje aresztowana przez policję za aktywny udział w demonstracji sufrażystek. Aby przeczekać całą sytuację, za radą swojego oddanego kamerdynera Crichtona, lord postanawia wraz z córkami udać się w podróż morską swoim prywatnym jachtem. Nieoczekiwanie, podczas sztormu na Południowym Atlantyku, statek zaczyna tonąć. W czasie panicznej ewakuacji jedna z szalup odłącza się od pozostałych i dociera wraz z kilkoma rozbitkami na bezludną wyspę. Rozbitkowie ci to wspomniany lord i jego trzy urodziwe córki (Mary, Catherine i Agatha), kolejny arystokrata (lord Woolley) oraz wielebny Treherne, a także kamerdyner lorda Crichton i skromna pokojówka Eliza. Początkowo arystokraci nie zdają sobie sprawy z położenia i próbują wciąż stosować na wyspie podziały klasowe i dawne role jakie sami odgrywali przed katastrofą. Szybko jednak okazuje się, że w nowej sytuacji nie mają już one zastosowania. Arystokraci niewiele potrafią jeśli chodzi o przetrwanie i w pełni uzależnieni są od przedsiębiorczego Crichtona.
Po dwóch latach pobytu na wyspie, dawne podziały pomiędzy rozbitkami już nie istnieją. Stworzyli oni nawet swego rodzaju nową społeczność – demokratycznie wybranym przez wszystkich wodzem na wyspie jest Crichton, a pozostali z entuzjazmem wykonują jego polecenia i słuchają jego rad. W nowych okolicznościach wszyscy są szczęśliwi i nawet nie myślą o powrocie do dawnego świata. Dzięki niezbędnym do przetrwania rzeczom, które z osiadłego na skałach wraku statku, wydobył Crichton (jako jedyny z całej grupy umiał pływać) byli w stanie zorganizować sobie w miarę wygodne i wolne od trosk życie. Urodziwe kobiety kochają się w zaradnym i inteligentnym Crichtonie i nie ma tu żadnego znaczenia fakt ich pochodzenia. W końcu Crichton oświadcza się Mary – córce lorda, a pastor Treherne ma im udzielić ślubu. Jednak podczas uroczystości zaślubin, zanim zostanie wypowiedziane sakramentalne "Tak", koło wyspy pojawia się statek. Nagle, w niemal każdym rozbitku odzywają się ukryte uczucia tęsknoty za powrotem do dawnego życia. Czekają na rozkaz wodza, aby dać okrętowi sygnał. Tylko Mary jest przeciwna przyjęciu pomocy, pragnąc pozostać na wyspie z ukochanym Crichtonem. Ten, gdy widzi entuzjazm pozostałych, nie ma wyboru. Zostaje rozpalone duże ognisko, które zwraca uwagę załogi przepływającego statku. Wkrótce wszyscy powracają do Anglii i do swoich dawnych ról. Lord Loam znów jest bogatym arystokratą, a Crichton jego wiernym kamerdynerem. Wszyscy milczą o tym co wydarzyło się na wyspie, a lord Woolley posuwa się nawet do opublikowania poczytnej powieści o pobycie na wyspie w której wyolbrzymia swoją rolę jako wybawcy wszystkich. Nikt nie ma mu tego za złe i każdy doskonale rozumie sytuację. Jednak mądry i przewidujący Crichton rozumie, że cała ta sytuacja jest w gruncie rzeczy bardzo niewygodna dla wszystkich. Wie, że związek jego i córki lorda nie ma już żadnych szans powodzenia. Postanawia odejść wraz z Elizą, która od dawna już darzy go szczerym uczuciem. Garść pereł przywieziona z wyspy ma ułatwić im start na nowej drodze życia. Obydwoje opuszczają posiadłość lorda, czule żegnani przez arystokratycznych towarzyszy niedawnej niedoli.

## Obsada aktorska
- Kenneth More – jako Crichton
- Diane Cilento – Eliza
- Cecil Parker – lord Henry Loam
- Sally Ann Howes – Mary
- Martita Hunt – hrabina Brocklehurst
- Jack Watling – wielebny Treherne
- Peter Graves – hrabia Brocklehurst
- Gerald Harper – lord Woolley
- Mercy Haystead – Catherine
- Miranda Connell – Agatha
- Miles Malleson – Vicar
- Eddie Byrne – kapitan
- Joan Young – Perkins
- Brenda Hogan – Fisher
- Peter Welch – Rolleston
- Toke Townley – Lovegrove
- Roland Curram – Thomas

i inni.

## O filmie
Niezastąpiony kamerdyner był kolejną komedią jednego z najwybitniejszych twórców w historii kina brytyjskiego – Lewisa Gilberta (nominata i laureata wielu nagród w świecie filmu, twórcy m.in. trzech filmów z serii przygód o Jamesie Bondzie). Komedią udaną – w 1957 roku film był trzecim pod względem oglądalności filmem w Wielkiej Brytanii, po tak znanych obrazach jak: Wyższe sfery i Doktor na wolności.
Była to również kolejna adaptacja popularnej komedii teatralnej szkockiego dramaturga i powieściopisarza J.M. Barrie, która (pod różnymi tytułami) od swojej scenicznej premiery w 1902 roku, aż do czasów współczesnych doczekała się wielu aranżacji teatralnych, radiowych, telewizyjnych oraz filmowych.